# Kütükuşağı
Kütükuşağı är en ort (erhöll ortsstatus 7 juni 1992) och kommun i distriktet Cihanbeyli i provinsen Konya i Turkiet. De närmaste orterna är Yeniceoba (ca 9 km), Bulduk och Kusca, och avståndet till Konya är cirka 14 mil. Kütükuşağı tillhör underdistriktet Yeniceoba och folkmängden uppgick i slutet av 2012 till 1 904 invånare. Orten har en borgmästare. Av dem som utvandrat från orten bor flest i Danmark (2 000 personer) och i Tyskland (500 personer).